# Oska Melina Borcherding
Oska Melina Borcherding (* 11. November 1993 in München) ist deutsch-griechischer Herkunft und im Bereich Schauspiel, Synchron und Tanz tätig. Bundesweite Bekanntheit erlangte Borcherding durch die Rolle der Polizeikommissaranwärterin Marlene Weber (seit Staffel 4 Max Weber) in der ARD-Vorabendserie WaPo Berlin.

## Leben und Wirken
Borcherding wuchs zweisprachig in München auf – die Mutter ist Griechin, sodass Borcherding neben deutsch auch griechisch spricht. Borcherding studierte von 2012 bis 2016 Schauspiel an der Hochschule für Musik, Theater und Medien Hannover. Parallel stand Borcherding in den Jahren 2013–2017 für die Fernsehserie Hammer & Sichl in der Rolle der Peggy vor der Kamera. An die Ausbildung schloss sich ein Engagement beim Theater an der Parkaue Berlin an, von 2016 bis 2018 war Borcherding dort Ensemblemitglied.
Borcherding lebt in Berlin.
Im Februar 2021 war Borcherding Teil der Initiative #ActOut im SZ-Magazin, zusammen mit 184 anderen lesbischen, schwulen, bisexuellen, queeren, nichtbinären und transgender Personen aus dem Bereich der darstellenden Künste. In diesem Rahmen hatte Borcherding ein Coming-out als nichtbinär: „Ich fühle mich heute als androgyner, nicht-binärer Mensch, der mehr Mann als Frau ist – aber beides.“

## Preise und Auszeichnungen
- 2017 European Short Film Festival (Deutschland) – Nominierung für Jajá
- 2017 Award of Commendation beim Canada Shorts Film Festival für Jajá[6]

## Filmografie
- 2002: Weißblaue Wintergeschichten (Fernsehserie, Folge Schneetreiben)
- 2002: Unter Verdacht – Verdecktes Spiel
- 2006: Französisch für Anfänger
- 2013–2017: Hammer & Sichl (Fernsehserie, 18 Folgen)
- seit 2019: WaPo Berlin (Fernsehserie)
- 2021: SOKO Wismar (Fernsehserie, Folge Rund, drall und süß)
- 2022: SOKO Leipzig (Fernsehserie, Folge Die Königin)
- 2022: Notruf Hafenkante (Fernsehserie, Folge Männer)